# Germans Niño

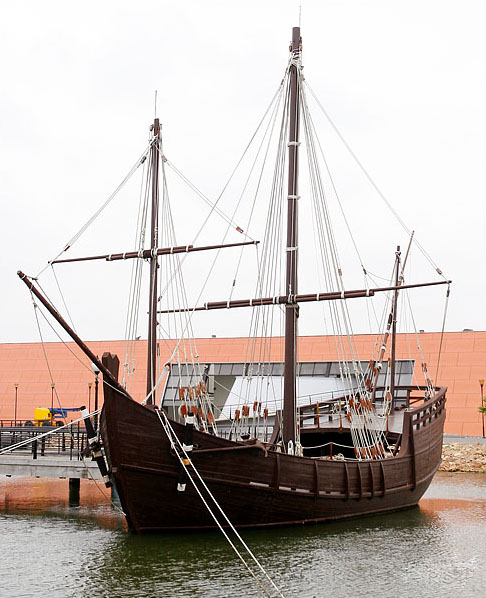
Caravel·la "La Niña", propietat dels Germans Niño.

Els germans Niño van ser una família de mariners, que van participar activament en el descobriment d'Amèrica. Peralonso Niño va ser pilot de la Santa Maria a les ordres de Cristòfor Colom, Francisco Niño va participar com grumet en aquest viatge, i Juan Niño com mestre de la caravel·la La Niña de la qual era propietari. Peralonso va descobrir, en un viatge posterior, l'Illa de Margarita i la punta d'Araya, a les Antilles Menors.

## La Família Niño
Els tres germans Niño, van tenir una destacada participació en els preparatius i desenvolupament del viatge del Descobriment d'Amèrica, ja que eren mariners de prestigi i experiència en la mar.
En el primer viatge al Nou món, Peralonso fou pilot de la Santa María, Francisco va participar com a mariner en La Niña i Juan Niño com mestre també en La Niña de la qual n'era propietari.
Els Niño van prendre part així mateix en el segon i tercer viatges de Colom. Entre 1499 i 1501 navegaren pel seu compte amb els mercaders Cristóbal i Luis Guerra seguint la ruta colombina del segon viatge on es va descobrir Paria, la terra de gràcia.
- Juan Niño era el més gran dels germans. Mestre i amo de la caravel·la La Niña en el primer viatge. A la tornada va acompanyar a Colom fins a Barcelona. Va formar part de la tripulació del segon i tercer viatge de Colom. Amb el seu germà Peralonso va viatjar al Golf de Paria. Entre els seus fills cal destacar a Andrés Niño, el qual va capitular en 1518 amb l'Emperador per anar al descobriment de la Mar del Sud. Des de 1514 va ostentar el càrrec de pilot real. Va morir a les Índies.

- Peralonso Niño va néixer a Moguer, cap a l'any 1468. Mariner des de ben jove, es va formar navegant per les costes d'Àfrica. En 1492, en el primer viatge en què es van descobrir les noves terres, va ser el pilot de la nau  Santa Maria. Dos anys més tard, en 1494 va participar en el segon viatge colombí, tornant ràpidament a la península, ja que estava en Cadis el 7 de març de 1494. Encara que estava allistat per fer el tercer viatge colombino, al final no va poder realitzar-lo. Va rebre el títol de Pilot Major de les Índies, el primer juntament amb Juanoto Berardi, i durant els anys 1495 i 1496 va efectuar diversos viatges al Nou Món capitanejan alguns vaixells. El 1499 es va associar amb Cristóbal Guerra, amb qui va navegar a Paria (Veneçuela), on van aconseguir una aportació de perles considerable, aconseguint reconèixer una gran part d'aquelles costes. Va morir el 1502 quan tornava a la península a la nau Santa Maria de l'Antiga. Va ser nomenat pels Reis Catòlics pilot major de la mar Océana com recompensa pels seus serveis a la corona. Va ser igualment un dels mestres que va tenir el príncep Don Joan, el malaguanyat fill home dels monarques  Ferran i  Isabel, per ensenyar l'art de cartejar.

- Francisco Niño era el més petit dels germans. Va ser mariner en el primer viatge, pilot de La Niña en el segon viatge i pilot de la  Santa Creu de l'expedició de Pedro Fernández Coronel. Va morir sent alcalde major en el Port de Caballos.